# Ytterby gruva

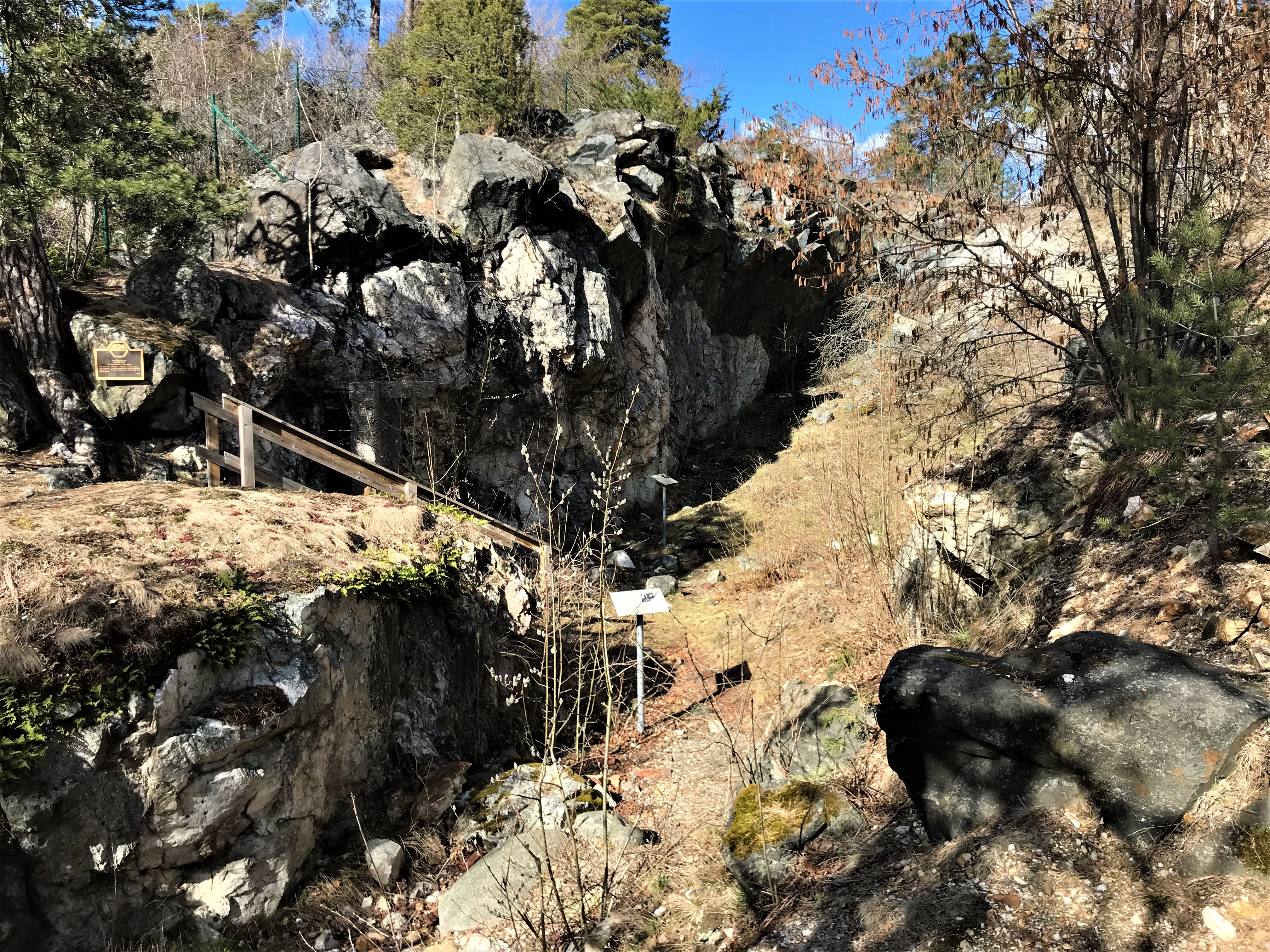
Ytterby gruva, 2019

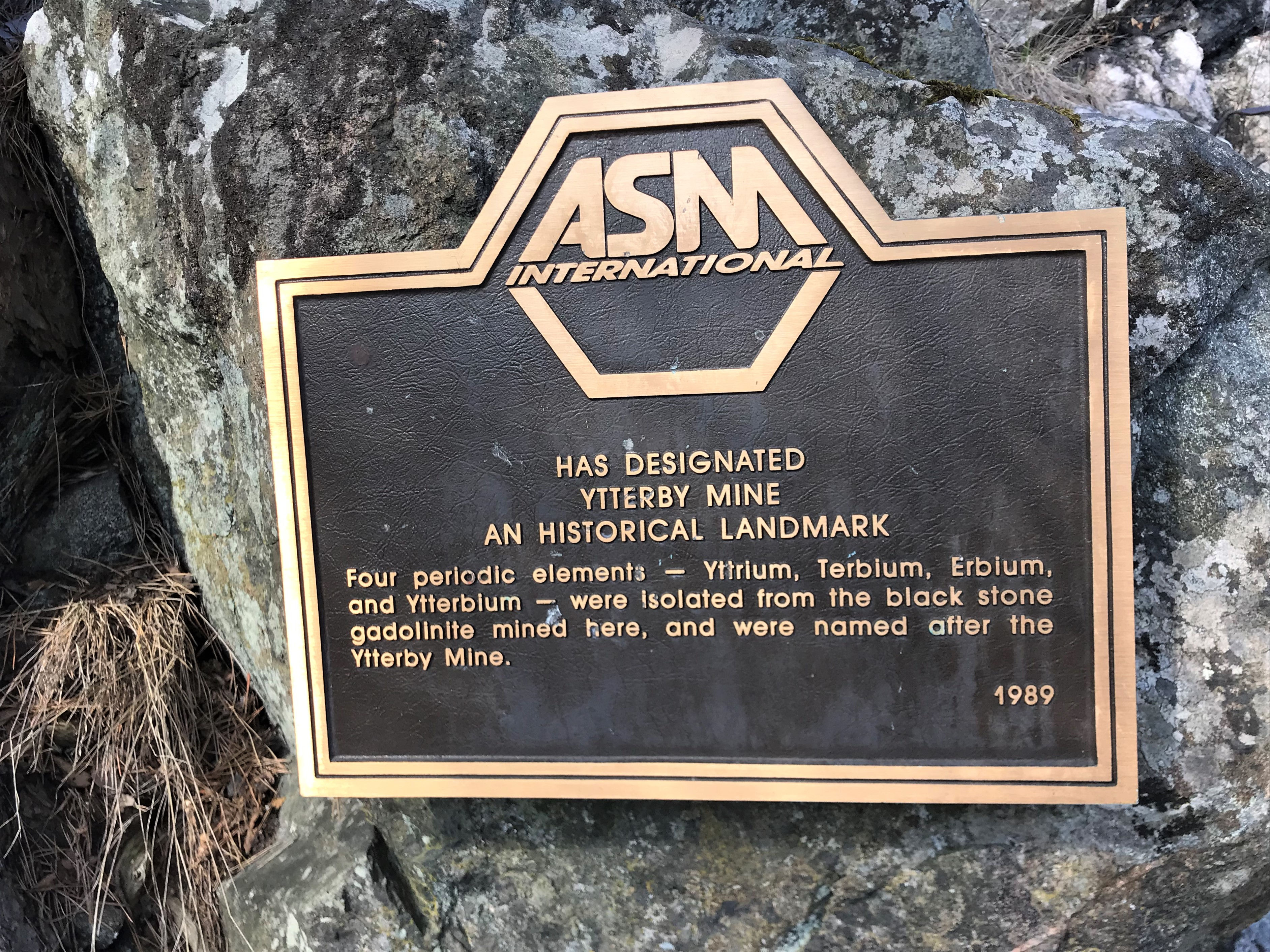
ASM Internationals (tidigare: American Society for Metals) minnesplakett vid ingången till Ytterby gruva

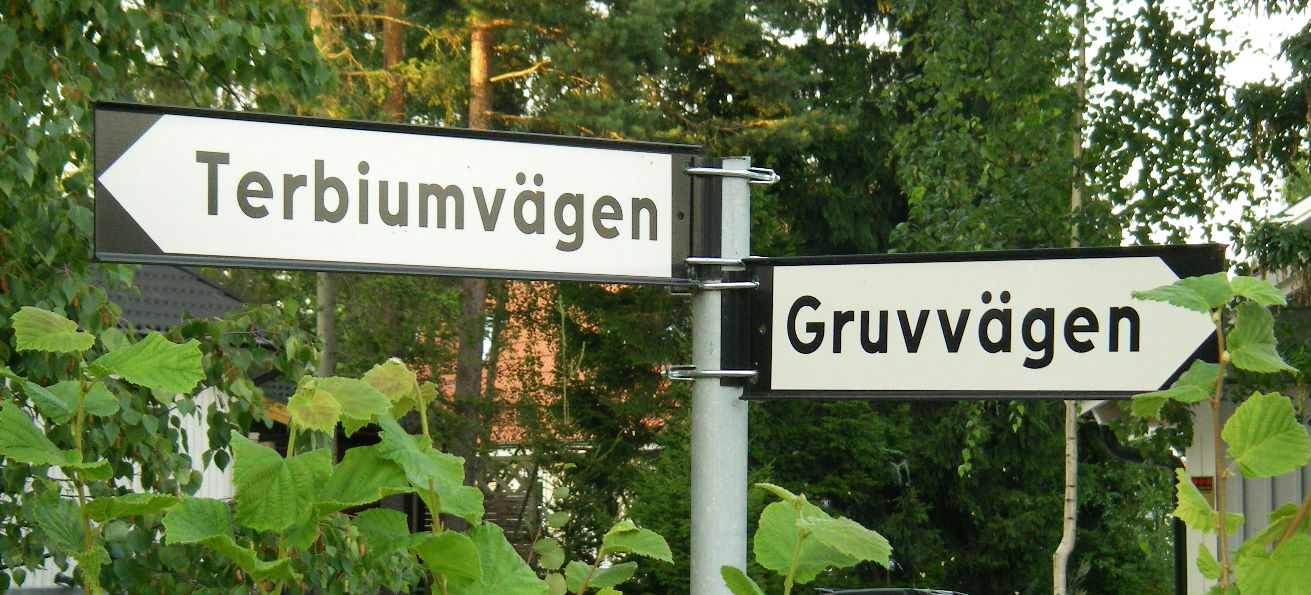
Vägskyltar i närområdet

Ytterby gruva är en gruva som ligger på Resarö i Vaxholms kommun. I gruvans mineral har nio grundämnen upptäckts genom åren:
- Yttrium (av Ytterby)
- Ytterbium (av Ytterby)
- Terbium (av Ytterby)
- Erbium (av Ytterby)
- Holmium (av Holmia, det latinska namnet på Stockholm)
- Skandium (av Skandinavien)
- Tulium (av Thule, det latinska namnet på Skandinavien)
- Gadolinium (efter Johan Gadolin)
- Tantal (efter den grekiska mytologiska figuren Tantalus)

Ytterby är den plats i världen som har flest grundämnen uppkallade efter sig.

## Historisk tidsaxel
- År 1787 upptäckte den svenske löjtnanten Carl Axel Arrhenius, som var ansvarig för militärens kruttillverkning och förlagd vid Vaxholms fästning en exceptionellt tung svart sprängsten, som senare fick namnet gadolinit
- År 1843 upptäckte den svenske kemisten Carl Gustaf Mosander de två grundämnena yttrium (Y) och terbium (Tb).
- År 1878 upptäckte schweizaren Jean Charles Galissard de Marignac en komponent som kallades ytterbia ur vilken senare grundämnet ytterbium (Yb) separerades.
- År 1879 upptäckte svenskarna Per Teodor Cleve och Lars Fredrik Nilson grundämnena erbium (Er), holmium (Ho), skandium (Sc), samt tulium (Tm).
- År 1880 identifierade schweizaren Marignac ytterligare ett grundämne som 1886 fick namnet gadolinium.
- År 1933 upphörde brytningen av fältspat.[2]
- År 1987 belönades de två forskarna J. Georg Bednorz och K. Alexander Müller, som upptäckte att ett keramiskt material där yttrium ingick, kunde ge supraledande egenskaper, med Nobelpriset i fysik.[3] [4]
- År 1989 utnämndes Ytterby gruva till Historical Landmark, ungefär historisk plats, av ASM International (tidigare: American Society for Metals), som är en intresseorganisation för metallurgi.[5] Vid gruvans ingång monterades en minnesplakett.
- År 2018 tilldelades Ytterby gruva utmärkelsen EuChemS Historical Landmarks Award at the European level för den historiska betydelsen av de många grundämnesupptäckterna. Utmärkelsen som utdelades för första gången av European Chemical Society (EuChemS) överlämnades vid en ceremoni i april 2019 då också 150-årsminnet av skapandet av det periodiska systemet uppmärksammades.[1]

## Bildgalleri

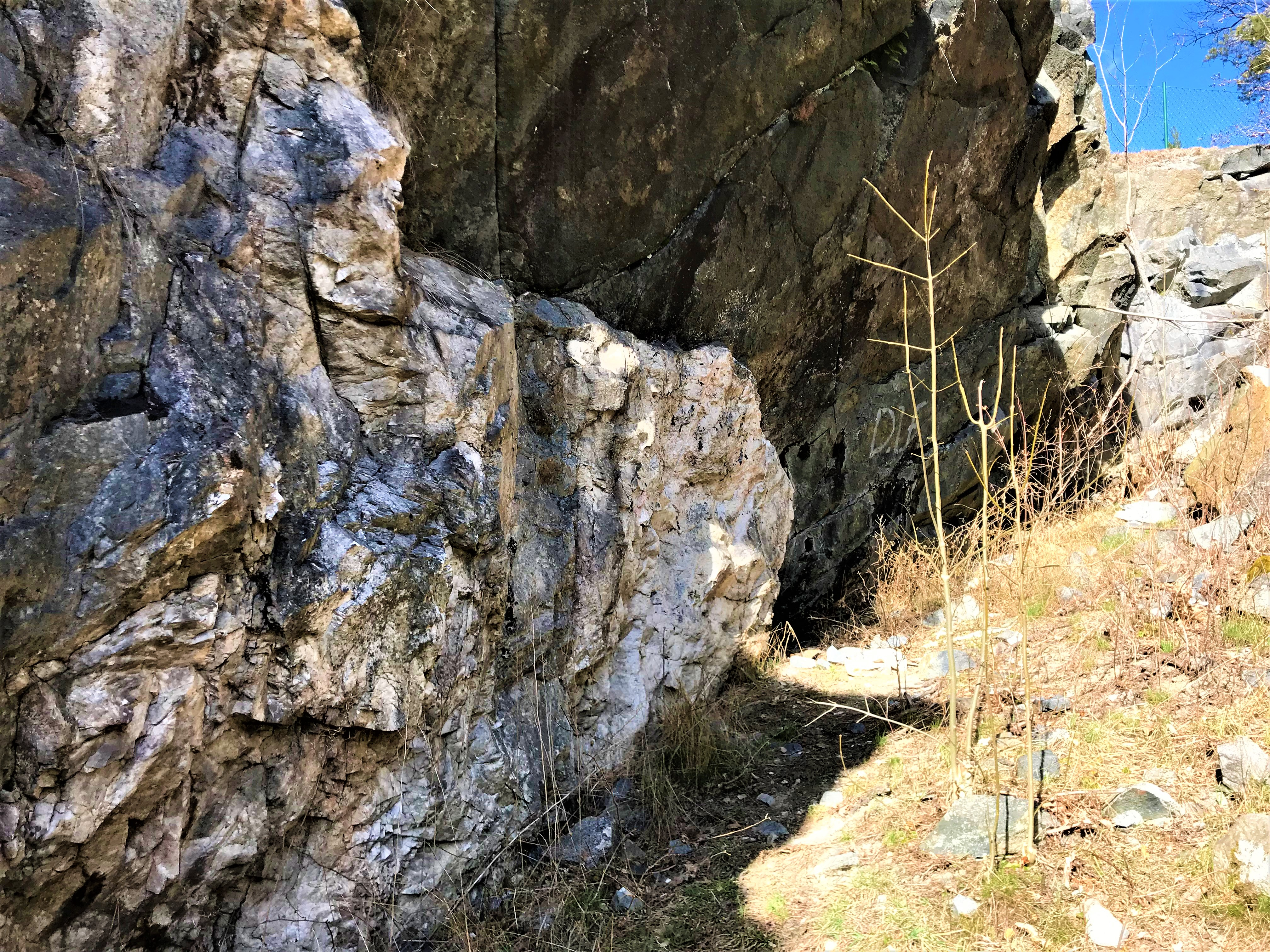
Dagbrottet
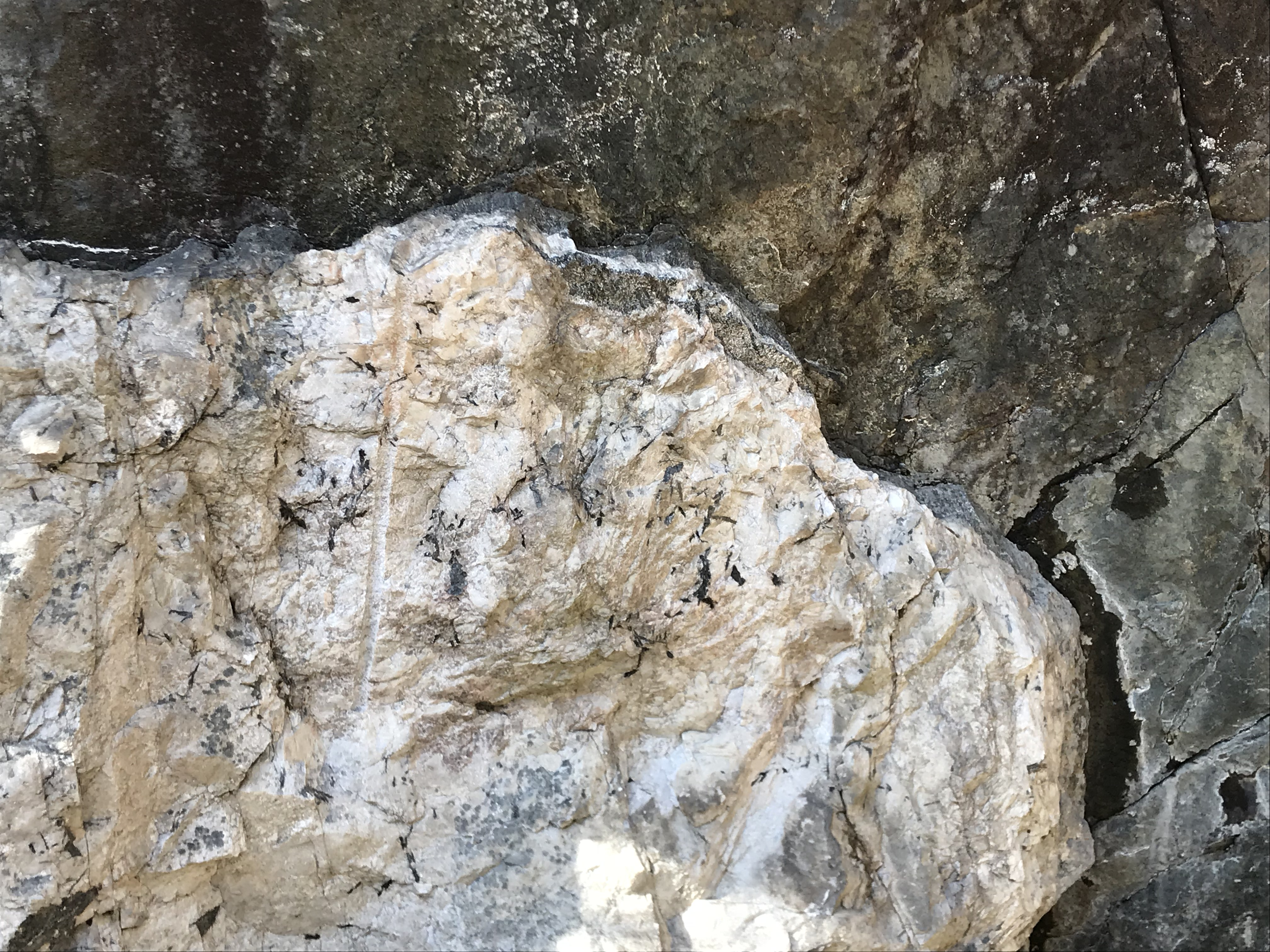
Dagbrottet
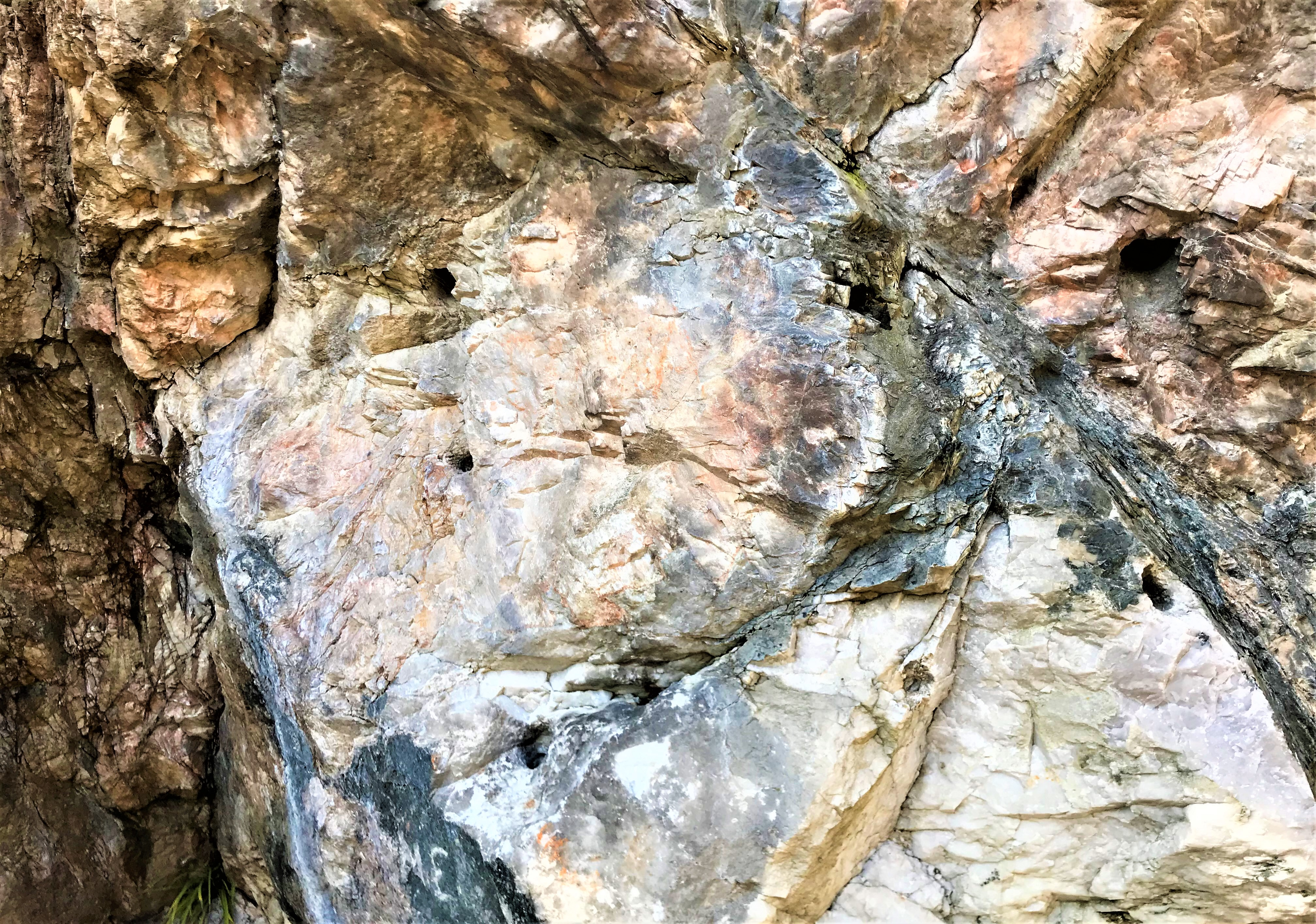
Borrhål efter den manuella brytningen
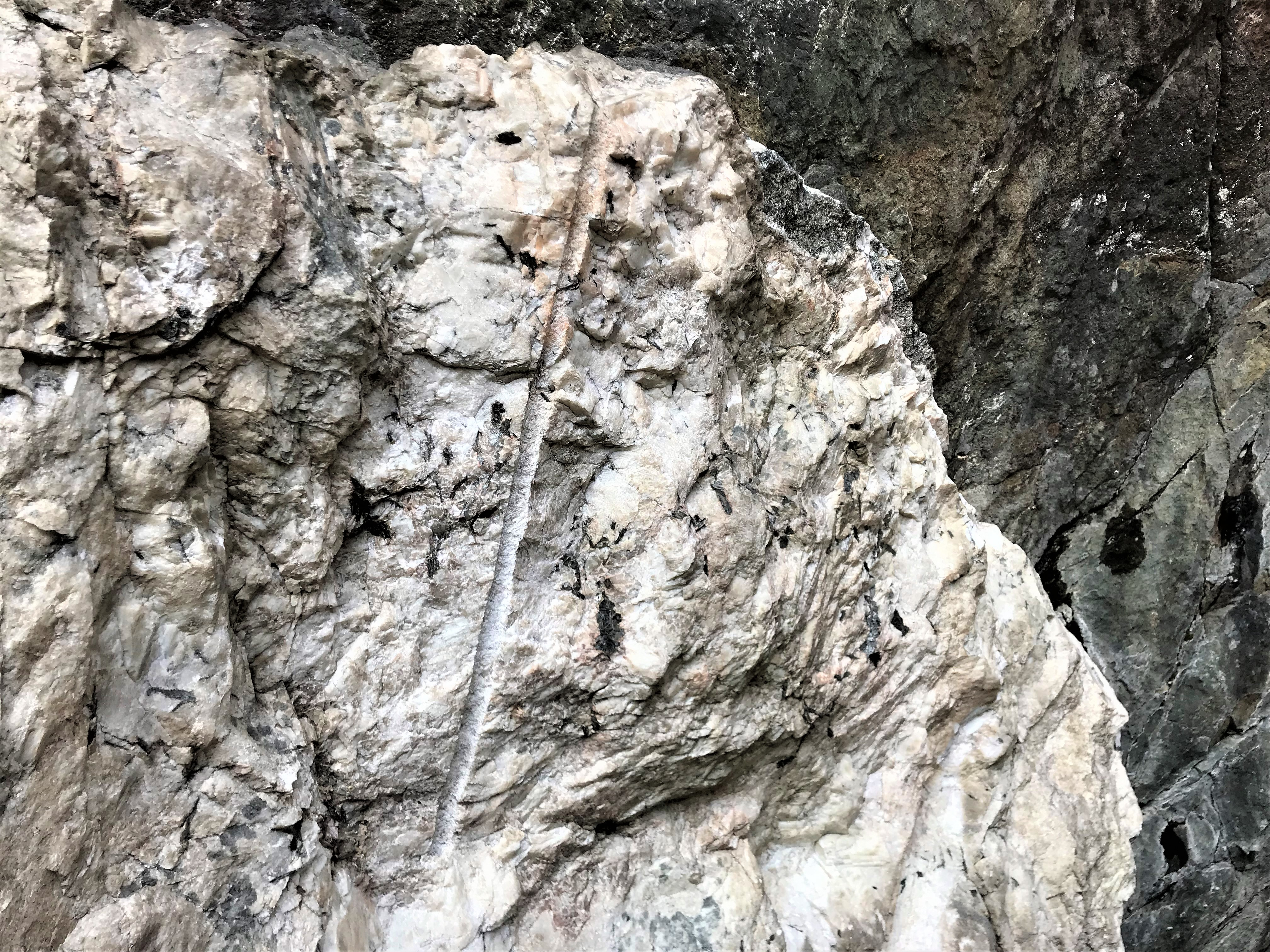
Borrhål
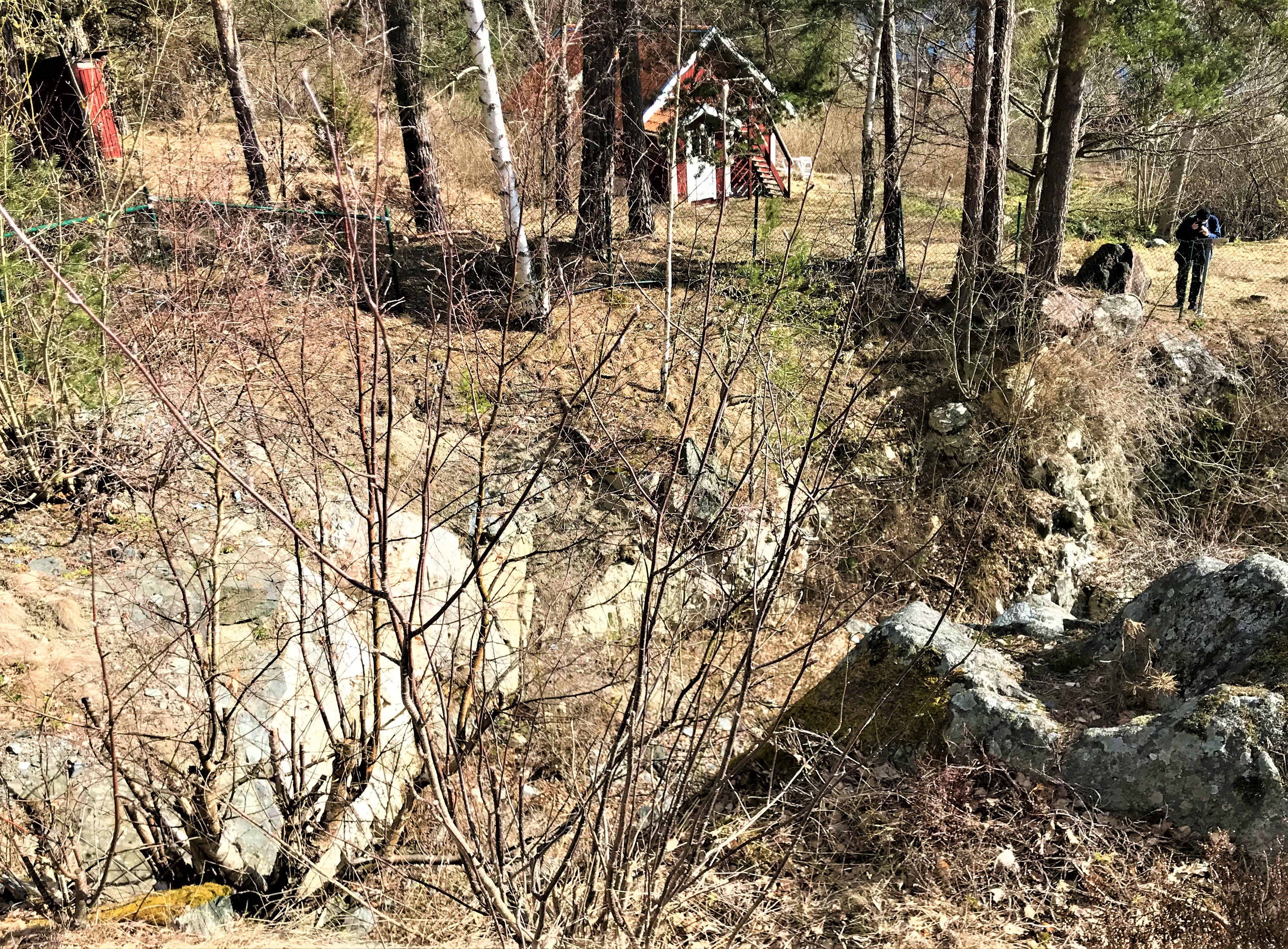
Varphögar, med gruvfogdens hus i bakgrunden
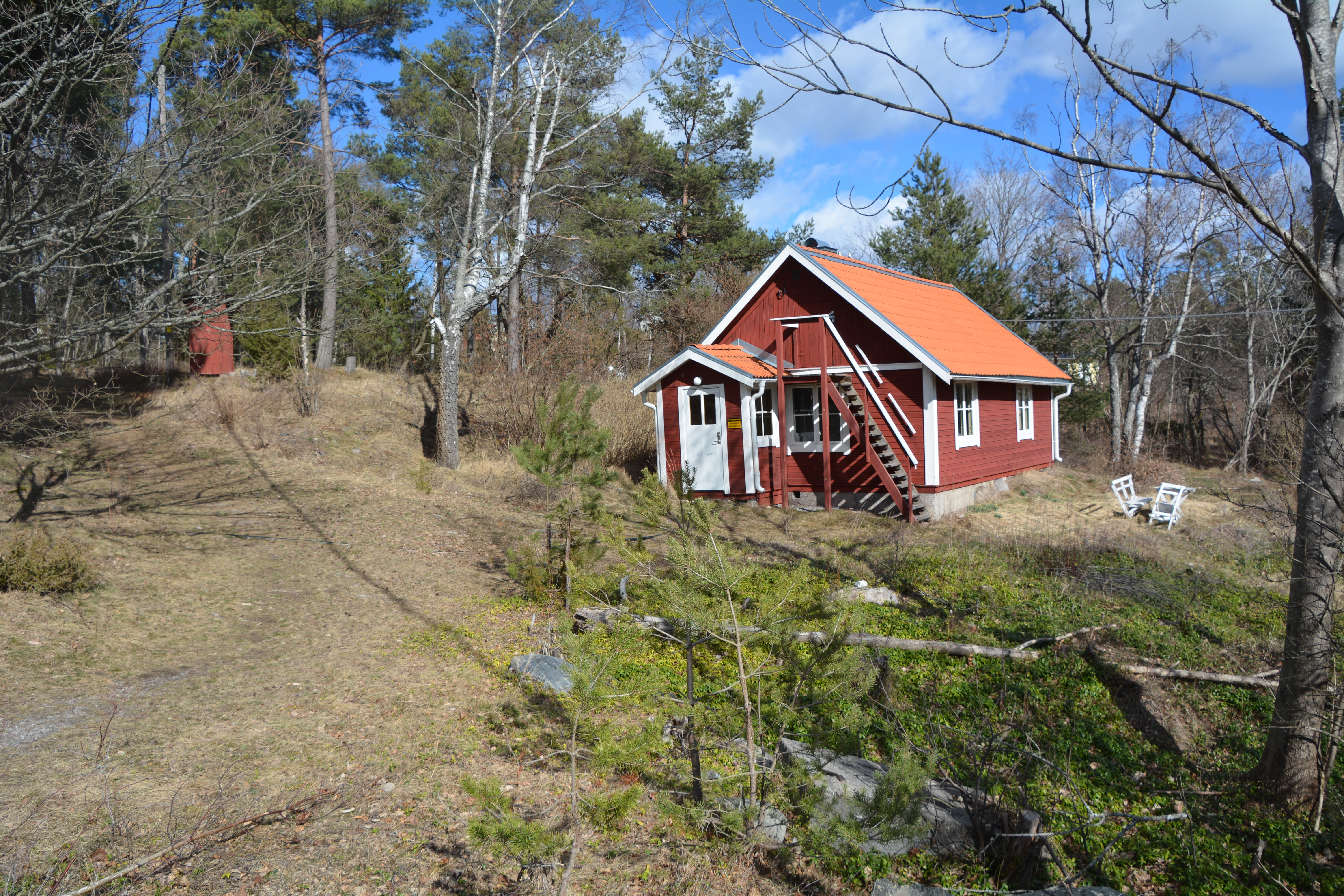
Gruvfogdens hus
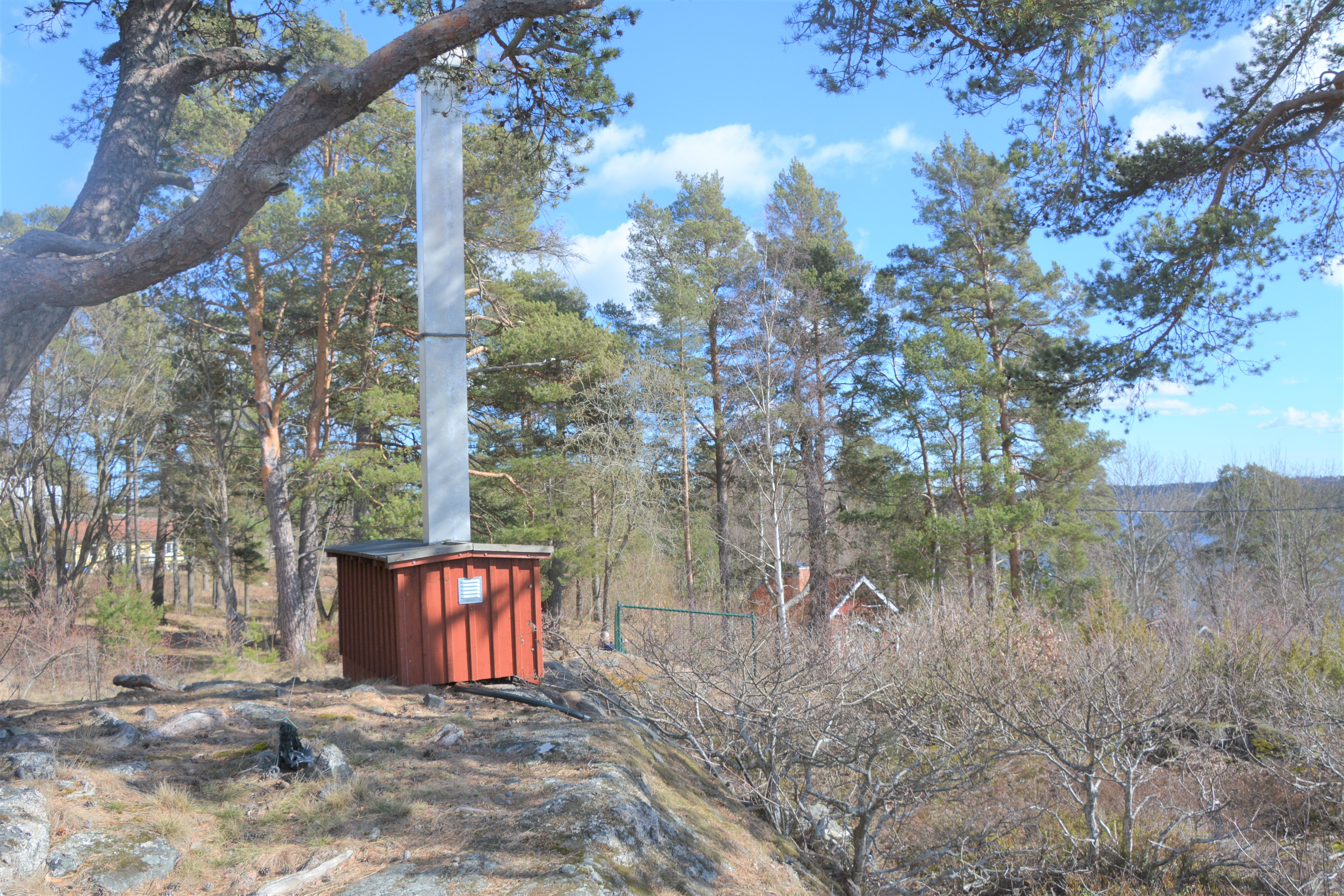
Luftningsskorsten
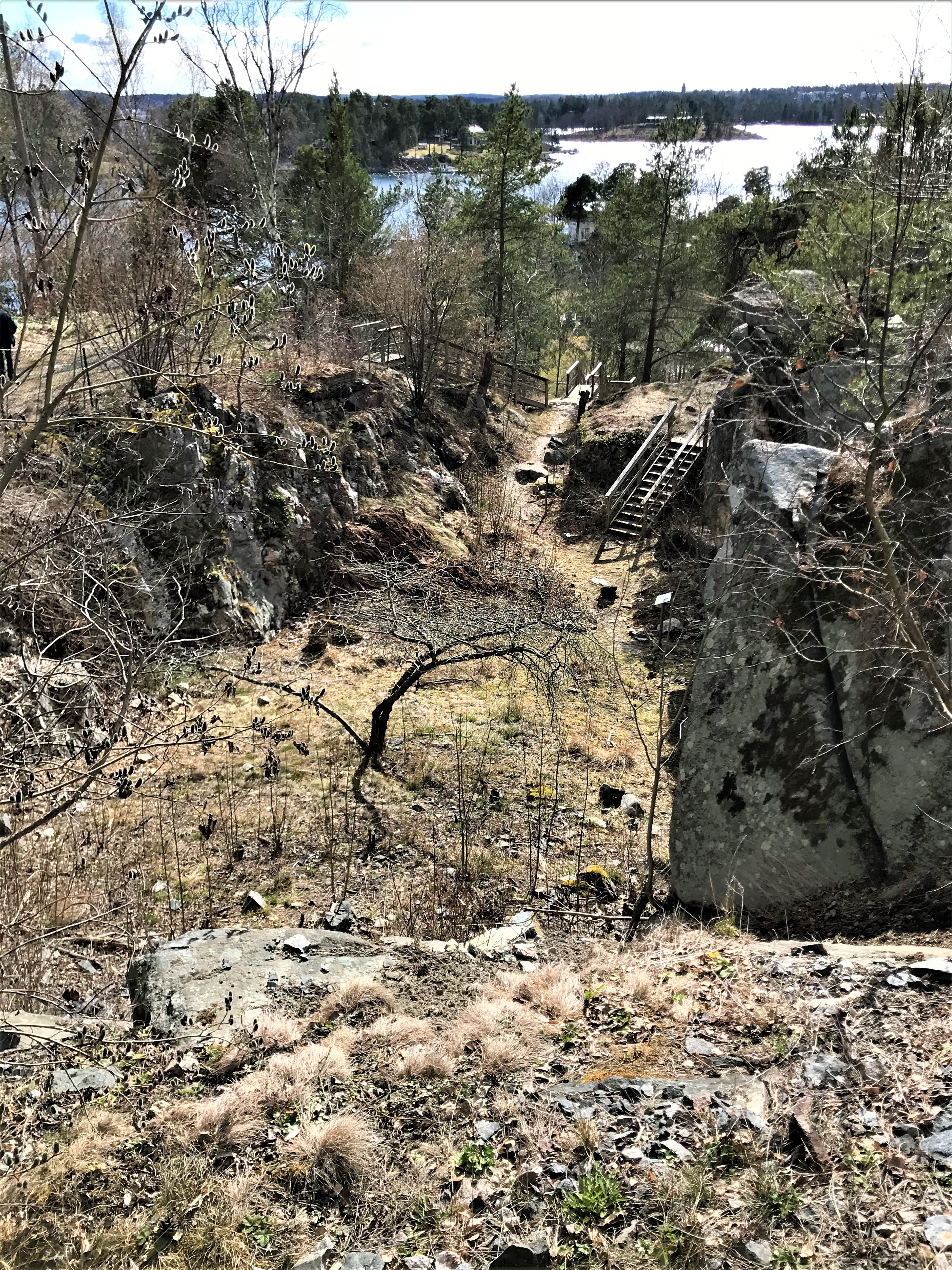
Vy mot söder från gruvområdet
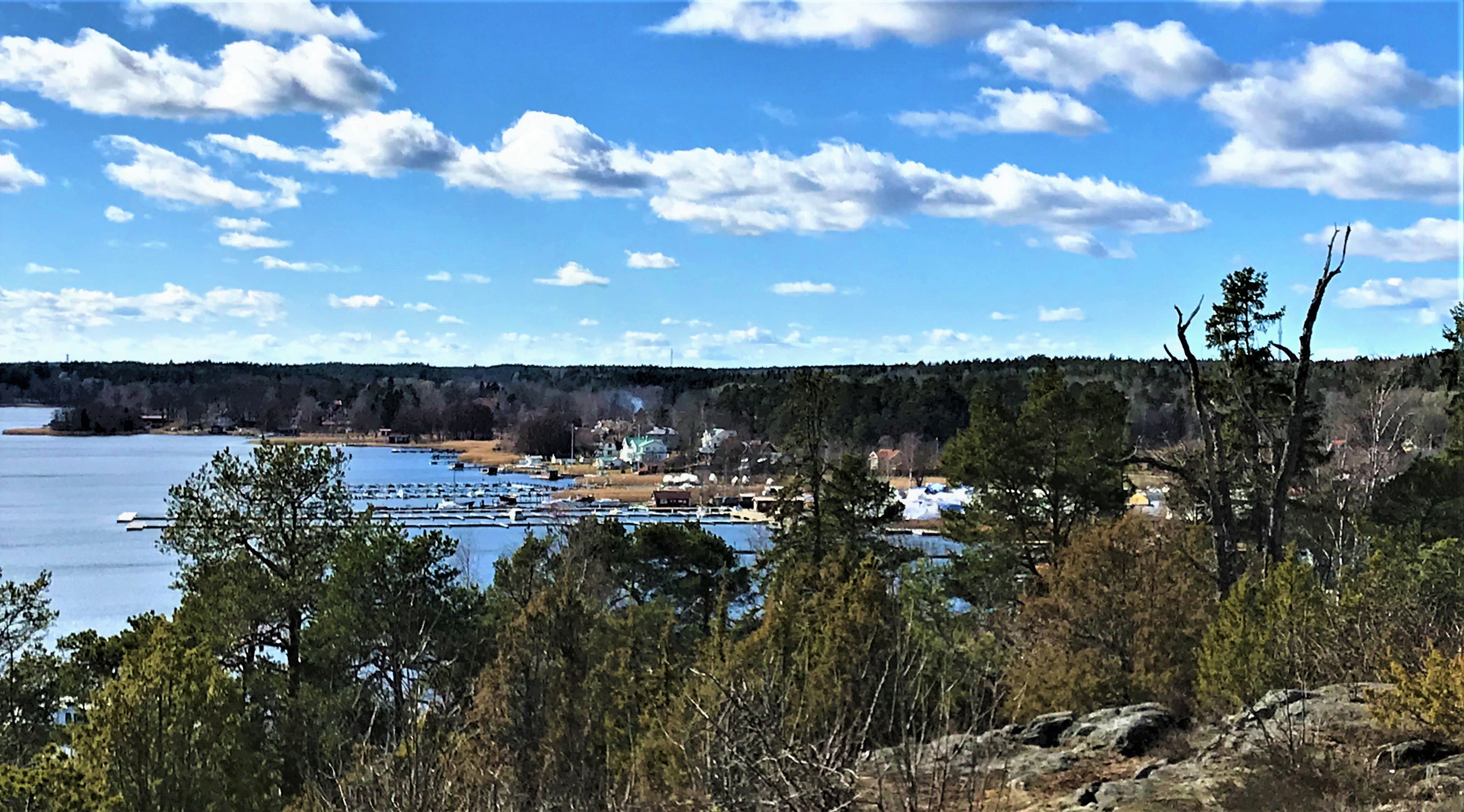
Utsikt från toppen av gruvområdet mot Resarö hamn